# Armadillo makuae
Armadillo makuae är en kräftdjursart som beskrevs av Barnard 1932. Armadillo makuae ingår i släktet Armadillo och familjen Armadillidae. Inga underarter finns listade i Catalogue of Life.